# Vila sinefascia
Vila sinefascia är en fjärilsart som beskrevs av Hall 1935. Vila sinefascia ingår i släktet Vila och familjen praktfjärilar. Inga underarter finns listade i Catalogue of Life.